# Landtag Reuß jüngerer Linie (1913–1919)
Dieser Artikel behandelt den  Landtag Reuß jüngerer Linie 1913–1919.

## Landtag
Der Landtag Reuß jüngerer Linie wurde erstmals nach dem geänderten Landtags-Wahlgesetz vom 8. Januar 1913 gewählt. in zwei Kurien gewählt. Drei Mandate wurden durch die Höchstbesteuerten (HB) gewählt die anderen in allgemeinen Wahlen (AW) in Ein-Personen-Wahlkreisen bestimmt. Daneben bestand eine Virilstimme für den Inhaber des Reuß-Köstritzer Paragiums (RKP). Die Wahlen fanden am 10. Dezember 1913 statt. Aufgrund des Ersten Weltkriegs verlängerte der Landtag seine Amtsdauer durch Gesetz vom 17. April 1917 um zwei Jahre.  Mit der Novemberrevolution 1918 wurde Reuß jüngerer Linie zur Republik.
Als Abgeordnete wurden gewählt:
| Name                              | Partei                          | Wohnort                       | Kurie | Wahlkreis | Anmerkung                                                   |
| --------------------------------- | ------------------------------- | ----------------------------- | ----- | --------- | ----------------------------------------------------------- |
| Christian Leopod Hermann Ampach   |                                 | auf Leumnitz                  | AW    | 7         | Ab 1915 für Bloch                                           |
| Kurt Paul Bloch                   |                                 | Untermhaus                    | AW    | 7         | Am 11. August 1915 in Russland gefallen. Nachfolger: Ampach |
| Gustav Oskar Döpel                |                                 | Oettersdorf                   | AW    | 9         |                                                             |
| Heinrich Paul Fischer             |                                 | Untermhaus                    | HB    |           |                                                             |
| Richard Fleischmann               |                                 | Spaniershammer bei Lobenstein | AW    | 13        |                                                             |
| Franz Alfred Gröt(z)sch           | NLP                             | Gera                          | AW    | 4         |                                                             |
| Christian Karl Alwin Hartmann     |                                 | Ruppersdorf                   | AW    | 15        |                                                             |
| Richard Theodor Karl Haselbacher  | DVLP                            | Saalburg                      | AW    | 13        |                                                             |
| Heinrich XXXIX. von Reuß-Köstritz |                                 | Köstritz                      | RKP   |           |                                                             |
| Gustav Hermann Hering             | NLP                             | Gera                          | AW    | 3         |                                                             |
| Kurt Otto Richard Holzschuher     | kons.                           | Schleiz                       | AW    | 10        |                                                             |
| Hermann Alfred Krämer             | FrVp                            | Gera                          | AW    | 17        |                                                             |
| Karl Robert Lang                  |                                 | Tanna                         | AW    | 12        |                                                             |
| Wilhelm Leven                     | SPD                             | Gera                          | AW    | 6         |                                                             |
| Franz Robert Martius              |                                 | Klettigshammer                | AW    | 16        |                                                             |
| Reinhold Otto Müller              |                                 | Triebes                       | AW    | 6         |                                                             |
| Franz Heinrich Patzer             | kons.                           | Windischenbernsdorf           | AW    | 8         |                                                             |
| Karl Heinrich Ernst Piltz         |                                 | Lobenstein                    | AW    | 14        |                                                             |
| Emil Carl Wilhelm Seifarth        | Bgl. Arbeitsgemeinschaft und BB | Untermhaus                    | AW    | 5         |                                                             |
| Karl Hugo Stöckel                 |                                 | Gera                          | AW    | 1         |                                                             |
| Emil Richard Vetterlein           | SPD                             | Gera                          | AW    | 2         |                                                             |
| Hermann Ernst Alfred Weber        | NLP                             | Gera                          | HB    |           |                                                             |
| Clemens Heman Weisker             | NLP                             | Untermhaus                    | HB    |           |                                                             |

Unter dem Alterspräsidenten Hermann Weber wählte der Landtag Hermann Weber als Landtagspräsidenten. Als Vizepräsident wurde Alfred Krämer gewählt (ab dem 5. Dezember 1912 war dies Hermann Weber). Schriftführer war Richard Fleischmann. Stellvertretender Schriftführer war Hugo Stöckel.
Der Landtag trat vom 25. Januar 1914 bis zum 12. Juni 1918 in 99 öffentlichen Plenarsitzungen in zwei  Sitzungsperioden zusammen. Ein Landtagsabschied datiert vom 15. Januar 1915. Aufgrund der Novemberrevolution kam es nicht zu einem Landtagsabschied 1919.  Der Landtag wurde am 12. Februar 1919 durch eine gemeinsame Verordnung des Vollzugsausschusses des Arbeiter- und Soldatenrates sowie des Ministeriums.
Für die Zeit zwischen den Sitzungsperioden wurde ein Landtagsausschuss gewählt. Dieser bestand aus:
| Landesteil                      | Mitglied            | Stellvertreter   | Von-Bis |
| ------------------------------- | ------------------- | ---------------- | ------- |
| Landesteil Gera                 | Hermann Weber       | Clemens Weisker  |         |
| Landesteil Schleiz              | Oskar Döpel         | Kurt Holzschuher |         |
| Landesteil Lobenstein-Ebersdorf | Richard Fleischmann | Alwin Hartmann   |         |